# Âm vị học tiếng Pháp
Âm vị học tiếng Pháp là ngành nghiên cứu hệ thống ngữ âm của tiếng Pháp. Bài viết này  thảo luận về tất cả các biến thế của tiếng Pháp tiêu chuẩn. Các đặc trưng âm vị đáng chú ý của tiếng Pháp bao gồm âm r lưỡi gà, các nguyên âm mũi và ba quá trình ảnh hưởng đến âm cuối của một từ:
- liaison (nối âm): một trường hợp cụ thể của hiện tượng sandhi; theo đó phụ âm cuối của một từ bị lược bỏ khi phát âm, trừ khi sau nó là một từ bắt đầu bằng nguyên âm;
- elision (nuốt âm): hiện tượng âm /ə/ (schwa) trong một từ bị lược bỏ khi phát âm (chẳng hạn như khi âm cuối đứng ngay trước một nguyên âm đầu);
- enchaînement (tái tạo âm tiết): hiện tượng phụ âm cuối và phụ âm đầu liền kề bị xê dịch qua ranh giới âm tiết, và các âm tiết bị xê dịch vượt ranh giới từ:

Dưới đây là một ví dụ thể hiện các quá trình kể trên:
- Văn viết: On a laissé la fenêtre ouverte.
- Ngữ nghĩa: "Chúng tôi đã để cửa sổ mở." (thì quá khứ)
- Phát âm độc lập: /ɔ̃ a lɛse la fənɛːtʁ uvɛʁt/
- Phát âm cùng nhau: [ɔ̃.na.lɛ.se.laf.nɛ.tʁu.vɛʁt]

## Phụ âm
|          |           | Môi | Răng/ Lợi | Sau lợi | Ngạc cứng | Ngạc mềm/ Lưỡi gà |
| -------- | --------- | --- | --------- | ------- | --------- | ----------------- |
| Mũi      | Mũi       | m   | n         |         | ɲ         | (ŋ)               |
| Tắc      | vô thanh  | p   | t         |         |           | k                 |
| Tắc      | hữu thanh | b   | d         |         |           | ɡ                 |
| Xát      | vô thanh  | f   | s         | ʃ       |           |                   |
| Xát      | hữu thanh | v   | z         | ʒ       |           | ʁ                 |
| Tiếp cận | thường    |     | l         |         | j         |                   |
| Tiếp cận | môi       |     |           |         | ɥ         | w                 |

Ghi chú:

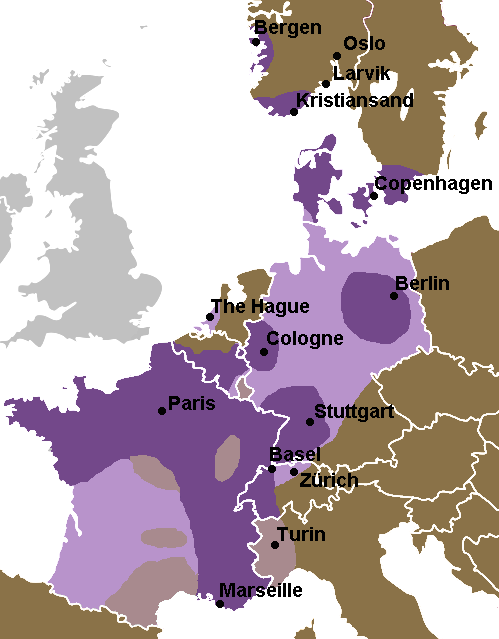
Biểu đồ phân bố âm r yết hầu (/[ʁ ʀ χ]/) ở châu Âu giữa thế kỷ 20.
bất thường
xuất hiện trong diễn ngôn của một số cộng đồng có học thức
thường xuyên xuất hiện trong diễn ngôn của cộng đồng có học thức
phổ thông

- /n, t, d/ là những âm răng-lợi đầu lưỡi [n̪, t̪, d̪],[2][3] còn /s, z/ là những âm lợi đầu lưỡi răng hóa [s̪,z̪] (thường gọi đơn giản là 'âm răng'), được phát âm bằng cách đặt phiến lưỡi tiệm cận phía sau các răng cửa trên, rồi đặt đầu lưỡi nằm ở ngay sau các răng cửa dưới.[2][4]
- Khi thực hiện phát âm, phụ âm ở cuối một từ luôn được buông thả. Nhìn chung, /b, d, ɡ/ hữu âm xuyên suốt và /p, t, k/ không được bật hơi.[5]
- /l/ thường được thực hiện thành âm lợi chóp lưỡi l̺, nhưng đôi khi thành âm răng-lợi đầu lưỡi l̪.[3] Khi đứng trước /f, ʒ/, nó đôi khi thành âm quặt lưỡi [ɭ].[3]
- Theo phát âm hiện nay, /ɲ/ đang dần hòa lẫn với /nj/.[6]
- Âm mũi ngạc mềm /ŋ/ là âm vị ngoại lai, chỉ xuất hiện ở các từ mượn.[7] Những người không quen âm này thường phát âm thành [ŋɡ] hoặc âm /ɲ/.[8]
- Các âm tiếp cận /j, ɥ, w/ tương ứng với các nguyên âm hẹp /i, y, u/. Chỉ có vài cặp tối thiểu đối với các âm vị này (chẳng hạn như loua /lu.a/ 'anh/cô ấy đã thuê' và loi /lwa/ 'luật pháp'), song tồn tại rất nhiều biến dạng tự do.[5]
- Vài phương ngữ Pháp sở hữu âm bên ngạc cứng /ʎ/ (tiếng Pháp: l mouillé, 'moistened l'), nhưng ở tiếng chuẩn hiện đại, nó đã bị hòa lẫn với âm /j/,[9][10]
- Âm r-tính Pháp có nhiều kiểu thực hiện: âm xát lưỡi nhỏ hữu thanh [ʁ], cũng có khi là tiếp cận, với tha âm vị vô thanh [χ], âm rung lưỡi gà [ʀ], âm rung lợi [r], và âm vỗ lợi [ɾ]. Chúng đều được thể hiện bằng âm vị /r/,[5] còn [r] và [ɾ] chỉ xuất hiện ở phương ngữ. Cách phát âm phổ biến nhất là [ʁ], cộng thêm kiểu vô thanh [χ] ở các vị trí trước hoặc sau một âm tắc vô thanh hoặc ở cuối câu.
- Âm ngạc mềm /k/ và /ɡ/ có thể ngạc cứng hóa thành [kʲ⁓c] và [ɡʲ⁓ɟ] trước /i, e, ɛ/, và đôi khi trước /a/.[11] /k/ cuối từ cũng có thể bị ngạc cứng hóa thành [kʲ].[12] Phát âm ngạc cứng hóa âm vị ngạc mềm thường được thực hiện bởi những ngườ thuộc tầng lớp lao động,[13] song các nghiên cứu gần đây chỉ ra rằng nó đã lan sang nhiều nhân khẩu ở các thành phố lớn.[12]

| Vô âm | Vô âm    | Vô âm   | Vô âm                 | Hữu âm | Hữu âm | Hữu âm | Hữu âm             |
| IPA   | Ví dụ    | Ví dụ   | Nghĩa                 | IPA    | Ví dụ  | Ví dụ  | Nghĩa              |
| ----- | -------- | ------- | --------------------- | ------ | ------ | ------ | ------------------ |
| /p/   | /pu/     | pou     | 'rận'                 | /b/    | /bu/   | boue   | 'bùn'              |
| /t/   | /tu/     | tout    | 'tất cả'              | /d/    | /du/   | doux   | 'ngọt'             |
| /k/   | /ku/     | cou     | 'cổ'                  | /ɡ/    | /ɡu/   | goût   | 'nếm'              |
| /f/   | /fu/     | fou     | 'điên'                | /v/    | /vu/   | vous   | 'bạn' (ngôi thứ 2) |
| /s/   | /su/     | sous    | 'dưới'                | /z/    | /zu/   | zou    | 'xuỵt'             |
| /ʃ/   | /ʃu/     | chou    | 'cải bắp'             | /ʒ/    | /ʒu/   | joue   | 'má'               |
|       |          |         |                       | /m/    | /mu/   | mou    | 'mềm'              |
| /n/   | /nu/     | nous    | 'chúng ta'            |        |        |        |                    |
| /ɲ/   | /ɲuf/    | gnouf   | 'nhà tù' (tiếng lóng) |        |        |        |                    |
| /ŋ/   | /kuŋ.fu/ | kung-fu | 'kung-fu'             |        |        |        |                    |
| /l/   | /lu/     | loup    | 'sói'                 |        |        |        |                    |
| /ʁ/   | /ʁu/     | roue    | 'bánh xe'             |        |        |        |                    |

### Phụ âm kép kéo dài
Mặc dù các chữ cái có phụ âm kép xuất hiện dưới dạng chính tả của nhiều từ tiếng Pháp, phụ âm kéo dài tương đối hiếm trong cách phát âm của những từ như vậy. Có thể xác định các trường hợp sau.
Cách phát âm kéo dài [ʁʁ] được tìm thấy ở dạng tương lai và có điều kiện của động từ courir ('chạy' ở dạng nguyên mẫu) và mourir ('chết' ở dạng nguyên mẫu). Ví dụ, dạng điều kiện il mourrait [il.muʁ.ʁɛ] ((nếu.. thì) 'anh ấy sẽ chết'), tương phản với dạng không hoàn thành il mourait [il.mu.ʁɛ] ('anh ấy đang chết' tiếp diễn trong quá khứ nhưng chưa hoàn thành). Nói cách khác, hầu hết cách nói hiện đại đã tối giản [ʁʁ] thành [ʁ], chẳng hạn trong từ "il pourrait" ('anh ấy có thể'). Các động từ khác có ⟨rr⟩ kép trong dạng tương lai và dạng điều kiện được phát âm là [ʁ]: il pourra ('anh ấy sẽ có thể'), il verra ('anh ấy sẽ thấy').
Khi tiền tố in- kết hợp với một gốc bắt đầu bằng n, từ đó sẽ đôi khi được phát âm kép [nn] và tương tự đối với các biến thể của các tiền tố im-, il-, ir-:
- inné [i(n).ne] ('bẩm sinh')
- immortel [i(m).mɔʁtɛl] ('bất tử')
- illisible [i(l).li.zibl] ('khó đọc')
- irresponsable [i(ʁ).ʁɛs.pɔ̃.sabl] ('vô trách nhiệm')

Các trường hợp âm kép khác có thể được tìm thấy trong các từ như syllabe ('âm tiết'), grammaire ('ngữ pháp') và illusion ('ảo giác'). Cách phát âm của những từ như vậy, trong nhiều trường hợp, cách phát âm chính tả khác nhau tùy theo người nói và tạo ra các hiệu ứng phong cách khác nhau. Đặc biệt, sự kép âm của các phụ âm khác các âm nước và mũi [/m n l ʁ/] "thường được coi là bị ảnh hưởng hoặc thông thái rởm". Ví dụ về cách phát âm được đánh dấu theo phong cách bao gồm addition [ad.di.sjɔ̃] ('bổ sung') và intelligence [ɛ̃.tɛl.li.ʒɑ̃s] ('thông minh').
Hiện tượng kép âm của ⟨m⟩ và ⟨n⟩ là đặc trưng của phương ngữ vùng Languedoc, trái ngược với các giọng miền Nam khác.
Một vài trường hợp kép âm không tương ứng với các chữ cái trong chính tả. Ví dụ, việc xóa các schwa trong từ (xem bên dưới), có thể làm phát sinh chuỗi các phụ âm giống hệt nhau: là-dedans [lad.dɑ̃] ('bên trong'), l'honnêteté [lɔ.nɛt.te] (' trung thực '). Dạng nuốt âm của đại từ tân ngữ l' ('anh ấy/cô ấy/nó') cũng là [ll] khi nó xuất hiện sau l khác để tránh hiểu nhầm:
- Il l'a mangé [il.lamɑ̃.ʒe] ('Anh ấy đã ăn nó')
- Il a mangé [il.amɑ̃.ʒe] ('Anh ấy đã ăn')

## Nguyên âm

Các nguyên âm của tiếng Pa-ri, theo Collins & Mees (2013). Nhiều người đọc kết hợp âm //œ̃// với //ɛ̃// (đặc biệt ở miền bắc nước Pháp) và //a// với //ɑ//. Ở trường hợp sau, kết quả là thành âm giữa mở giữa hai nguyên âm đó (không được thể hiện trên biểu đồ).

Tiếng Pháp tiêu chuẩn tương phản tối đa 12 nguyên âm miệng và tối đa 4 nguyên âm mũi. Schwa (ở giữa sơ đồ bên cạnh) không nhất thiết phải là một âm đặc biệt. Mặc dù nó thường kết hợp với một trong các nguyên âm tròn nửa trước, nhưng cách cấu tạo của nó gợi ý rằng nó là một âm vị riêng biệt (xem phần phụ Schwa bên dưới).
Các bảng dưới đây liệt kê các nguyên âm trong tiếng Pháp Paris đương đại. Các phương ngữ khác có thể có nhiều nguyên âm hơn.
|            | Trước | Trước | Giữa | Sau |
| không tròn | tròn  |       | Giữa | Sau |
| ---------- | ----- | ----- | ---- | --- |
| Đóng       | i     | y     |      | u   |
| Nửa đóng   | e     | ø     |      | o   |
| Vừa        |       |       | ə    |     |
| Nửa mở     | ɛ     | œ     |      | ɔ   |
| Mở         |       |       | a    |     |

|     | Trước | Sau |
| --- | ----- | --- |
| Vừa |       | ɔ̃   |
| Mở  | ɛ̃     | ɑ̃   |

| Nguyên âm                           | Ví dụ           | Ví dụ           | Ví dụ                    |
| IPA                                 | IPA             | Chính tả        | Nghĩa                    |
| Nguyên âm miệng                     | Nguyên âm miệng | Nguyên âm miệng | Nguyên âm miệng          |
| ----------------------------------- | --------------- | --------------- | ------------------------ |
| /i/                                 | /si/            | si              | 'nếu'                    |
| /e/                                 | /fe/            | fée             | 'tiên nữ'                |
| /ɛ/                                 | /fɛ/            | fait            | 'làm'                    |
| /ɛː/†                               | /fɛːt/          | fête            | 'tiệc'                   |
| /ə/                                 | /sə/            | ce              | 'đây'/'đó'               |
| /œ/                                 | /sœʁ/           | sœur            | 'chị'                    |
| /ø/                                 | /sø/            | ceux            | 'những thứ này'          |
| /y/                                 | /sy/            | su              | 'biết'                   |
| /u/                                 | /su/            | sous            | 'dưới'                   |
| /o/                                 | /so/            | sot             | 'ngốc nghếch'            |
| /ɔ/                                 | /sɔʁ/           | sort            | 'định mệnh'              |
| /a/                                 | /sa/            | sa              | 'của anh ấy'/'của cô ấy' |
| /ɑ/†                                | /pɑt/           | pâte            | 'pa-tê'                  |
| Nguyên âm mũi                       |                 |                 |                          |
| /ɑ̃/                                 | /sɑ̃/            | sans            | 'không có'               |
| /ɔ̃/                                 | /sɔ̃/            | son             | 'của anh ấy'             |
| /œ̃/†                                | /bʁœ̃/           | brun            | 'màu nâu'                |
| /ɛ̃/                                 | /bʁɛ̃/           | brin            | 'cành cây'               |
| Bán nguyên âm                       |                 |                 |                          |
| /j/                                 | /jɛʁ/           | hier            | 'hôm qua'                |
| /ɥ/                                 | /plɥi/          | pluie           | 'mưa'                    |
| /w/                                 | /wi/            | oui             | 'có'                     |
| † Không phân biệt ở mọi phương ngữ. |                 |                 |                          |

### Nguyên âm đóng
Trái ngược với các nguyên âm vừa, không có sự tương phản căng-lỏng ở các nguyên âm đóng. Tuy nhiên, thả lỏng phi âm vị (gần đóng) [ɪ, ʏ, ʊ] xuất hiện ở tiếng Pháp Quebec dưới dạng các tha âm vị /i, y, u/ khi nguyên âm đều ngắn về mặt ngữ âm (không đứng trước /v, z, ʒ, ʁ/) và trong một âm tiết đóng, ví dụ: petite [pə.t͡sɪt] 'nhỏ (giống cái)' khác với petit 'nhỏ (giống đực)' [pə.t͡si] không chỉ ở sự hiện diện của âm cuối /t/ mà còn ở độ căng của âm /i/. Sự thả lỏng luôn xảy ra trong các âm tiết đóng trọng âm, nhưng nó cũng được tìm thấy ở các từ khác ở nhiều mức độ khác nhau.
Trong tiếng Pháp Pháp, /i, u/ luôn là [i, u] đóng, nhưng độ cao chính xác của /y/ còn gây tranh cãi vì có khi nó được mô tả là âm [y] đóng hoặc [ʏ] gần đóng.

### Nguyên âm vừa
Mặc dù các nguyên âm vừa tương phản nhau trong một số môi trường nhất định, có sự chồng chéo phân bố hạn chế nên chúng thường xuất hiện trong phân phối bổ sung. Nói chung, các nguyên âm nửa đóng (/e, ø, o/) được tìm thấy trong các âm tiết mở và các nguyên âm nửa mở (/ɛ, œ, ɔ/) được tìm thấy trong các âm tiết đóng. Tuy nhiên, có những cặp tối thiểu:
- âm nửa mở /ɛ/ và nửa đóng /e/ tương phản trong các âm tiết mở vị trí cuối:
allait [a.lɛ] ('đã đang đi'), vs. allé [a.le] ('đã đi');
- giống vậy, âm nửa mở /ɔ/ và /œ/ tương phản với âm nửa đóng /o/ và /ø/ hầu hết ở các từ đơn tiết đóng, ví dụ:
jeune [ʒœn] ('trẻ'), vs. jeûne [ʒøn] ('nhanh', động từ),
roc [ʁɔk] ('đá'), vs. rauque [ʁok] ('tiếng khàn'),
Rhodes [ʁɔd] ('Rhodes'), vs. rôde [ʁod] ('[tôi] ẩn nấp'),
Paul [pɔl] ('Paul', giống đực), vs. Paule [pol] ('Paule', giống cái),
bonne [bɔn] ('tốt', giống cái), vs. Beaune [bon] ('Beaune', thành phố)

Ngoài quy tắc chung, được gọi là loi de position trong cộng đồng âm vị học Pháp, có một số ngoại lệ. Ví dụ: /o/ và /ø/ được tìm thấy trong các âm tiết đóng kết thúc bằng [z] và chỉ [ɔ] được tìm thấy trong các từ đơn âm tiết đóng trước [ʁ], [ɲ] và [ɡ].
Cách phát âm của người Paris về /ɔ/ được mô tả là âm giữa [ɞ] và [ɞ] giữa hóa trước /ʁ/, trong cả hai trường hợp trở nên giống với /œ/.
Sự đối lập âm vị của /ɛ/ và /e/ đã tiêu biến ở nửa phía nam nước Pháp, nơi hai âm này chỉ được tìm thấy trong phân bố bổ sung. Sự đối lập âm vị của /ɔ/ và /o/ và của /œ/ và /ø/ trong âm tiết mở cuối đã hầu như tiêu biến ở Pháp, nhưng ở Bỉ hoặc ở các khu vực có tiếng Arpitan, nơi pot và peau vẫn đối lập là /pɔ/ và /po/.

### Nguyên âm mở
Sự tương phản âm vị giữa /a/ trước và /ɑ/ sau đôi khi không được duy trì trong tiếng Pháp Chuẩn, điều này khiến một số nhà nghiên cứu không cho rằng chúng là hai âm vị riêng biệt. Tuy nhiên, sự khác biệt vẫn được duy trì rõ ràng trong các phương ngữ khác như tiếng Pháp Quebec.
Mặc dù có nhiều sự khác biệt giữa các diễn giả ở Pháp, nhưng có thể nhận thấy một số khuynh hướng chung. Trước hết, sự khác biệt thường được duy trì trong các âm tiết có trọng âm cuối từ, chẳng hạn như trong các cặp tối thiểu sau:
tache /taʃ/ → [taʃ] ('vệt máu'), vs. tâche /tɑʃ/ → [tɑʃ] ('nhiệm vụ')
patte /pat/ → [pat] ('chân'), vs. pâte /pɑt/ → [pɑt] ('bánh pastry')
rat /ʁa/ → [ʁa] ('chuột cống'), vs. ras /ʁɑ/ → [ʁɑ] ('thấp')
Có một số môi trường thích hợp hơn với một nguyên âm mở. Ví dụ: /ɑ/ được ưu tiên sau /ʁw/ và trước /z/:
trois [tʁwɑ] ('ba'),
gaz [ɡɑz] ('khí ga').
Sự khác biệt về chất lượng thường được củng cố bởi sự khác biệt về độ dài (nhưng sự khác biệt là tương phản trong các âm tiết đóng cuối). Sự phân bố chính xác của hai nguyên âm khác nhau tùy thuộc người nói.
/ɑ/ sau hiếm hơn trong các âm tiết không nhấn, nhưng nó có thể gặp trong một số từ phổ biến:
château [ʃɑ.to] ('lâu đài'),
passé [pɑ.se] ('quá khứ').
Các từ phức tạp về hình thái bắt nguồn từ các từ có trọng âm /ɑ/ không giữ nó:
âgé /ɑʒe/ → [aː.ʒe] ('già', từ âge /ɑʒ/ → [ɑʒ])
rarissime /ʁaʁisim/ → [ʁaʁisim] ('rất hiếm', từ rare /ʁɑʁ/ → [ʁɑʁ])
Ngay cả trong âm tiết cuối cùng của một từ, /ɑ/ sau có thể trở thành [a] nếu từ được đề cập mất trọng âm trong ngữ cảnh âm vị học mở rộng:
J'ai été au bois /ʒe ete o bwɑ/ → [ʒe.e.te.o.bwɑ] ('Tôi đã đến khu rừng thưa'),
J'ai été au bois de Vincennes /ʒe ete o bwɑ dəvɛ̃sɛn/ → [ʒe.e.te.o.bwad.vɛ̃.sɛn] ('Tôi đã đến khu rừng thưa Vincennes').

### Nguyên âm mũi
Chất lượng ngữ âm của các nguyên âm mũi sau khác với các nguyên âm miệng tương ứng. Yếu tố tương phản giúp phân biệt /ɑ̃/ và /ɔ̃/ là âm /ɔ̃/ tròn môi hơn theo một số nhà ngôn ngữ học, hoặc chiều cao lưỡi theo nhiều người khác. Những người nói tạo ra cả hai âm /œ̃/ và /ɛ̃/ chủ yếu phân biệt chúng thông qua việc làm tròn môi hơn của /œ̃/, nhưng nhiều người nói chỉ sử dụng âm vị /ɛ̃/, đặc biệt là ở miền bắc nước Pháp kiểu như Paris (nhưng không xa hơn về phía bắc, như Bỉ).
Trong một số phương ngữ, đặc biệt là của châu Âu, có xu hướng đã được chứng thực là các nguyên âm mũi chuyển dịch theo hướng ngược chiều kim đồng hồ: /ɛ̃/ có xu hướng mở hơn và dịch chuyển về phía nguyên âm /ɑ̃/ (cũng được nhận ra là [æ̃]), /ɑ̃/ cao lên và làm tròn thành [ɔ̃] (được hiểu là [ɒ̃]) và /ɔ̃/ chuyển thành [õ] hoặc [ũ]. Ngoài ra, cũng có một xu hướng ngược lại là /ɔ̃/ trở nên mở hơn và không làm tròn [ɑ̃], dẫn đến sự hợp nhất của âm /ɔ̃/ và /ɛ̃/ trong Pháp Chuẩn trong trường hợp này. Theo một nguồn, cách phát âm điển hình của các nguyên âm mũi Paris là [æ̃] cho /ɛ̃/, [ɑ̃] cho /ɑ̃/ và [õ̞] cho /ɔ̃/, cho thấy rằng hai nguyên âm đầu tiên là các nguyên âm mở không tròn tương phản bởi chất nguyên âm sau (giống âm /a/ miệng và /ɑ/ ở một số giọng), trong khi /ɔ̃/ đóng hơn nhiều so với /ɛ̃/.
Trong tiếng Pháp Quebec, hai trong số các nguyên âm dịch chuyển theo một hướng khác: /ɔ̃/ → [õ], ít nhiều như ở châu Âu, nhưng /ɛ̃/ → [ẽ] và /ɑ̃/ → [ã].

### Schwa
Khi được nhận ra về mặt ngữ âm, schwa (/ə/), còn được gọi là e caduc ('e rơi') và e muet ('e câm'), là một nguyên âm nửa giữa với ít tròn. Nhiều tác giả cho rằng nó giống hệt về mặt phiên âm với /œ/. Geoff Lindsey đề xuất ký hiệu ⟨ɵ⟩. Chi tiết hơn, Fagyal, Kibbee & Jenkins (2006) nói rằng nó kết hợp với /ø/ trước các nguyên âm cao và lướt:
netteté /nɛtəte/ → [nɛ.tø.te] ('sự sáng tỏ'),
atelier /atəlje/ → [a.tø.lje] ('xưởng làm việc'),
ở vị trí nhấn cuối câu:
dis-le ! /di lə/ → [di.lø] ('nói đi!'),
và nó hợp nhất với /œ/ ở nơi khác. Tuy nhiên, một số người nói phân biệt rõ ràng và nó thể hiện hành vi âm vị học đặc biệt đảm bảo rằng nó là một âm vị riêng biệt. Hơn nữa, việc hợp nhất này chủ yếu xảy ra ở Pháp còn ở Quebec, /ø/ và /ə/ vẫn phân biệt.
Đặc điểm chính của schwa Pháp ngữ là "tính không ổn định" của nó: thực tế là trong những điều kiện nhất định, nó không có nhận thức ngữ âm.

### Độ dài
Ngoại trừ sự phân biệt vẫn được một số người nói giữa /ɛ/ và /ɛː/ ở các cặp tối thiểu hiếm gặp như mettre [mɛtʁ] ('đặt' ở dạng nguyên thể) so với maître [mɛːtʁ] ('giáo viên'), sự thay đổi về độ dài nguyên âm là hoàn toàn tha âm vị. Các nguyên âm có thể được kéo dài trong các âm tiết đóng, có trọng âm, trong hai điều kiện sau:
/o/, /ø/, /ɑ/, và các nguyên âm mũi được kéo dài trước bất kỳ phụ âm nào: pâte [pɑːt] ('pa-tê'), chante [ʃɑ̃ːt] ('hát').
Tất cả các nguyên âm đều được kéo dài nếu theo sau bởi một trong các âm xát hữu thanh— /v/, /z/, /ʒ/, /ʁ/ (không kết hợp) —hoặc bởi cụm /vʁ/: mer/mère [mɛːʁ] ('biển/mẹ'), crise [kʁiːz] ('khủng hoảng'), livre [liːvʁ] ('sách'). Tranel (1987:49–51) Tuy nhiên, những từ như (ils) servent [sɛʁv] ('(họ) phục vụ') hoặc tarte [taʁt] ('bánh pie') được phát âm bằng các nguyên âm ngắn vì /ʁ/ xuất hiện trong các cụm khác với /vʁ/.
Khi những âm tiết như vậy mất trọng âm, hiệu ứng kéo dài có thể vắng mặt. Nguyên âm [o] của saute kéo dài trong Regarde comme elle saute ! (chữ cuối cùng và do đó được nhấn trọng âm) nhưng không kéo dài trong Qu'est-ce qu'elle saute bien!. Trong các giọng vùng miền mà /ɛː/ phân biệt với /ɛ/, nó vẫn được phát âm với một nguyên âm dài ngay cả ở vị trí không nhấn, như ở fête trong C'est une fête importante.
Bảng sau đây trình bày cách phát âm của một mẫu từ đại diện ở vị trí cuối cùng (trọng âm) của cụm từ:
| Âm vị | Giá trị nguyên âm trong âm tiết đóng | Giá trị nguyên âm trong âm tiết đóng | Giá trị nguyên âm trong âm tiết đóng | Giá trị nguyên âm trong âm tiết đóng | Giá trị nguyên âm âm tiết mở | Giá trị nguyên âm âm tiết mở |
| Âm vị | Phụ âm không kéo dài                 | Phụ âm không kéo dài                 | Phụ âm kéo dài                       | Phụ âm kéo dài                       | Giá trị nguyên âm âm tiết mở | Giá trị nguyên âm âm tiết mở |
| ----- | ------------------------------------ | ------------------------------------ | ------------------------------------ | ------------------------------------ | ---------------------------- | ---------------------------- |
| /i/   | habite                               | [a.bit]                              | livre                                | [liːvʁ]                              | habit                        | [a.bi]                       |
| /e/   | —                                    | —                                    | —                                    | —                                    | été                          | [e.te]                       |
| /ɛ/   | faites                               | [fɛt]                                | faire                                | [fɛːʁ]                               | fait                         | [fɛ]                         |
| /ɛː/  | fête                                 | [fɛːt]                               | rêve                                 | [ʁɛːv]                               | —                            | —                            |
| /ø/   | jeûne                                | [ʒøːn]                               | joyeuse                              | [ʒwa.jøːz]                           | joyeux                       | [ʒwa.jø]                     |
| /œ/   | jeune                                | [ʒœn]                                | œuvre                                | [œːvʁ]                               | —                            | —                            |
| /o/   | saute                                | [soːt]                               | rose                                 | [ʁoːz]                               | saut                         | [so]                         |
| /ɔ/   | sotte                                | [sɔt]                                | mort                                 | [mɔːʁ]                               | —                            | —                            |
| /ə/   | —                                    | —                                    | —                                    | —                                    | le                           | [lə]                         |
| /y/   | débute                               | [de.byt]                             | juge                                 | [ʒyːʒ]                               | début                        | [de.by]                      |
| /u/   | bourse                               | [buʁs]                               | bouse                                | [buːz]                               | bout                         | [bu]                         |
| /a/   | rate                                 | [ʁat]                                | rage                                 | [ʁaːʒ]                               | rat                          | [ʁa]                         |
| /ɑ/   | appâte                               | [a.pɑːt]                             | rase                                 | [ʁɑːz]                               | appât                        | [a.pɑ]                       |
| /ɑ̃/   | pende                                | [pɑ̃ːd]                               | genre                                | [ʒɑ̃ːʁ]                               | pends                        | [pɑ̃]                         |
| /ɔ̃/   | réponse                              | [ʁe.pɔ̃ːs]                            | éponge                               | [e.pɔ̃ːʒ]                             | réponds                      | [ʁe.pɔ̃]                      |
| /œ̃/   | emprunte                             | [ɑ̃.pʁœ̃ːt]                            | grunge                               | [ɡʁœ̃ːʒ]                              | emprunt                      | [ɑ̃.pʁœ̃]                      |
| /ɛ̃/   | teinte                               | [tɛ̃ːt]                               | quinze                               | [kɛ̃ːz]                               | teint                        | [tɛ̃]                         |

### Sự phi thanh hóa (Devoicing)
Trong tiếng Pháp Paris, các nguyên âm khép /i, y, u/ và nửa trước /e, ɛ/ ở cuối lời nói có thể được phi thanh hóa (devoice). Một nguyên âm phi thanh hóa có thể được theo sau bởi một âm thanh tương tự như âm [ç] xát ngạc cứng vố thanh:
Merci. /mɛʁsi/ → [mɛʁ.si̥ç] ('Cảm ơn.'),
Allez! /ale/ → [a.le̥ç] ('Đi!').
Trong tiếng Pháp Quebec, các nguyên âm khép thường được phi thanh hóa khi không nhấn và khi bị bao quanh bởi các phụ âm vô thanh:
université /ynivɛʁsite/ → [y.ni.vɛʁ.si̥.te] ('đại học').
Mặc dù là một đặc điểm nổi bật hơn của tiếng Pháp Quebec, sự phi thanh hóa giữa cụm từ cũng được tìm thấy trong tiếng Pháp Âu.

### Elision
Nguyên âm cuối cùng (thường là /ə/) của một số từ chức năng đơn âm bị nuốt âm trong các kết hợp cú pháp với một từ sau bắt đầu bằng một nguyên âm. Ví dụ: so sánh cách phát âm của đại từ chủ ngữ không nhấn trong je dors /ʒə dɔʁ/ [ʒə.dɔʁ] ('Tôi đang ngủ') và trong j'arrive /ʒ‿aʁiv/ [ʒa.ʁiv] ('Tôi đang đến').

### Nguyên âm lướt và đôi
Các âm lướt [j], [w] và [ɥ] xuất hiện ở các âm tiết bắt đầu ngay sau đó là một nguyên âm đầy đủ. Trong nhiều trường hợp, chúng thay thế một cách có hệ thống với các nguyên âm [i], [u] và [y] chẳng hạn như trong các cặp dạng động từ sau:
nie [ni]; nier [nje] ('từ chối')
loue [lu]; louer [lwe] ('cho vay')
tue [ty]; tuer [tɥe] ('giết')
Các âm lướt trong các ví dụ trên có thể được phân tích là kết quả của quá trình biến một nguyên âm cao bên dưới thành một nguyên âm khi được theo sau bởi một nguyên âm khác: /nie/ → [nje].
Quá trình này thường bị chặn khi đứng sau một complex onset dưới dạng nguyên âm tắt + lỏng (âm bật hoặc xát theo sau là /l/ hoặc /ʁ/). Ví dụ: trong khi cặp loue/louer cho thấy sự thay thế giữa [u] và [w], cùng một hậu tố được thêm vào  cloue [klu], một từ có complex onset, không kích hoạt hình thành lướt: clouer [klue] ('đóng đinh' động từ nguyên thể). Tuy nhiên, một số chuỗi âm lướt + nguyên âm có thể được tìm thấy sau âm tắt-lỏng. Các ví dụ chính là [ɥi], như trong pluie [plɥi] ('mưa'), [wa] và [wɛ̃]. Chúng có thể được xử lý theo nhiều cách khác nhau, chẳng hạn như bằng cách thêm các điều kiện ngữ cảnh thích hợp vào quy tắc hình thành âm lướt hoặc bằng cách giả định rằng kho phiên âm của tiếng Pháp bao gồm các âm lướt bên dưới hoặc nguyên âm đôi đi lên như /ɥi/ và /wa/.

## Trọng âm
Trọng âm của từ không phải là đặc trưng của tiếng Pháp, vì vậy không thể phân biệt hai từ chỉ dựa trên cơ sở đặt trọng âm. Trên thực tế, trọng âm ngữ pháp luôn nằm trên âm tiết đầy đủ cuối cùng (âm tiết có nguyên âm khác với âm schwa) của một từ. Tiếng đơn âm với schwa là nguyên âm duy nhất như: ce, de, que, v.v hầu như là clitic nhưng cũng có thể nhận được trọng âm.
Sự khác biệt giữa các âm tiết có trọng âm và không trọng âm trong tiếng Pháp rõ rệt như trong tiếng Anh. Các nguyên âm trong các âm tiết không trọng âm giữ nguyên chất lượng của chúng, bất kể nhịp điệu của người nói là syllable-timed (thời lượng dựa theo âm tiết) hay mora-timed (thời lượng dựa theo mora-một đơn vị đo trọng lượng âm tiết). Hơn nữa, các từ mất trọng âm ở các mức độ khác nhau khi được phát âm trong các cụm từ và câu. Nói chung, chỉ từ cuối cùng trong một cụm từ âm vị học giữ được trọng âm ngữ pháp đầy đủ của nó (ở âm tiết cuối cùng của nó).

### Trọng âm nhấn mạnh
Trọng âm nhấn mạnh (emphatic stress) được sử dụng để làm nổi bật một yếu tố cụ thể trong ngữ cảnh nhất định chẳng hạn như để thể hiện sự tương phản hoặc để bộc lộ cảm xúc của một từ. Trong tiếng Pháp, trọng âm này rơi vào phụ âm đầu tiên-âm tiết đầu tiên của từ được đề cập. Các đặc điểm liên quan đến trọng âm nhấn mạnh bao gồm tăng cường cường độ (amplitude) và cao độ (pitch) của nguyên âm và kép âm onset phụ âm khởi đầu, như đã đề cập ở trên. Trọng âm nhấn mạnh không thay thế, nhưng xảy ra song song với trọng âm ngữ pháp.
- C'est parfaitement vrai. [sɛ.paʁ.fɛt.mɑ̃.ˈvʁɛ] ('Điều đó hoàn toàn đúng.'; không nhấn mạnh)
- C'est parfaitement vrai. [sɛ.ˈp(ː)aʁ.fɛt.'mɑ̃ˈvʁɛ] (nhấn mạnh trên parfaitement)

Đối với những từ bắt đầu bằng một nguyên âm, trọng âm nhấn mạnh rơi vào âm tiết đầu tiên bắt đầu bằng phụ âm hoặc ở âm tiết đầu tiên có sự chèn của âm tắc thanh hầu hoặc phụ âm liason.
- C'est épouvantable. [sɛ.te.ˈp(ː)u.vɑ̃ˈ.tabl] ('Nó rất tệ.'; nhấn mạnh ở âm tiết thứ hai của épouvantable)
- C'est épouvantable ! [sɛ.ˈt(ː)e.pu.vɑ̃.ˈtabl] (âm tiết đầu với phụ âm liason [t])
- C'est épouvantable ! [sɛ.ˈʔe.pu.vɑ̃.ˈtabl] (âm tiết đầu với sự chèn âm tắc thanh hầu)

## Ngữ điệu
Ngữ điệu của tiếng Pháp về cơ bản khác với ngữ điệu của tiếng Anh. Có bốn mẫu chính:
- Ngữ điệu tiếp nối là sự tăng cao độ xảy ra ở âm tiết cuối cùng của nhóm nhịp điệu (thường là một cụm từ).
- Ngữ điệu dứt khoát là sự giảm mạnh cao độ xảy ra ở âm tiết cuối cùng của một câu khẳng định.
- Ngữ điệu có/không là sự tăng mạnh cao độ xảy ra ở âm tiết cuối cùng của câu hỏi có/không.
- Ngữ điệu của câu hỏi thông tin là sự rơi đột ngột từ âm độ ở từ đầu tiên của câu hỏi phi nghi vấn, thường được theo sau bởi âm độ tăng nhỏ ở âm tiết cuối cùng của câu hỏi.